# Antonia Mesina
Antonia Mesina (ur. 21 czerwca 1919 w Orgosolo, zm. 17 maja 1935 tamże) – włoska męczennica chrześcijańska, błogosławiona Kościoła katolickiego. Wspominana jest w dniu 17 maja.

## Żywot
Antonia Mesina urodziła się w Orgosolo, w diecezji Nuoro jako drugie z dziesięciorga dzieci Agostino Mesina, wiejskiego policjanta i Rubanu Grace. Została ochrzczona w parafii św. Piotra Apostoła, co zostało potwierdzone w dniu 10 listopada 1920 przez biskupa Nuoro.
W wieku siedmiu lat przeżywała swoją pierwszą komunię świętą. Była członkiem Akcji Katolickiej Młodzieży Żeńskiej.
Rano w dniu 17 maja 1935 roku, po mszy w kościele parafialnym udała się do lasu w poszukiwaniu drewna opałowego potrzebnego do wypieku chleba w domu. Po drodze spotkała sąsiada, Annedda Castangia, późniejszego głównego świadka w procesie beatyfikacyjnym. W czasie zbierania kolejnej wiązki drewna Antonia  została zaatakowana przez młodego chłopaka dwudziestoletniego Ignazio Catgiu, który zaciągnął ją w krzaki i próbował zgwałcić. Gdy dziewczyna stawiała zacięty opór, Catgiu zaczął masakrować dziewczynę rzucając w nią kamieniami. Ostatnie uderzenie wielkim kamieniem roztrzaskało czaszkę i zniekształciło twarz. Antonia Mesina nie miała nawet szesnastu lat, kiedy została zabita. W pogrzebie  uczestniczyło całe Orgosolo, a odbył się on w dniu 19 maja. Ignazio Catgiu, został złapany i skazany na śmierć 27 kwietnia 1937, rozstrzelany 5 sierpnia tego roku w Pratosardo w mieście Nuoro.

## Beatyfikacja
Została beatyfikowana 4 października 1987 przez papieża Jana Pawła II razem z Marcelim Callo i Pieriną Morosini.